# Comendador Gomes
Comendador Gomes is een gemeente in de Braziliaanse deelstaat Minas Gerais. De gemeente telt 3.252 inwoners (schatting 2009).

## Aangrenzende gemeenten
De gemeente grenst aan Campina Verde, Campo Florido, Frutal, Itapagipe en Prata.